# 香藤繁常
香藤 繁常（かとう しげや、1947年8月2日 - ）は、日本の実業家。昭和シェル石油代表取締役会長兼グループ最高経営責任者を務めた。

## 人物・経歴
広島県生まれ。広島県立広島観音高等学校を経て、1970年中央大学法学部卒業、シェル石油（のちの昭和シェル石油、現出光興産）入社。昭和シェル石油変革推進本部部長を経て、2001年昭和シェル石油取締役に昇格。昭和シェル石油常務取締役、昭和シェル石油専務取締役を経て、2006年昭和シェル石油代表取締役副会長。2009年昭和シェル石油代表取締役会長。2013年から昭和シェル石油代表取締役会長兼グループCEOを務め、石油事業以外の事業の強化を図り、太陽電池事業の黒字化などを達成した。2015年昭和シェル石油顧問。